# Jeanne Dielman, Bulwar Handlowy, 1080 Bruksela
Jeanne Dielman, Bulwar Handlowy, 1080 Bruksela (fr. Jeanne Dielman, 23 Quai du Commerce, 1080 Bruxelles) – belgijski dramat filmowy z 1975 roku w reżyserii i według scenariusza Chantal Akerman. 
Tematem filmu są trzy dni z życia gospodyni domowej Jeanne Dielman (Delphine Seyrig), samotnie wychowującej nastoletniego syna Sylvaina (Jean Decorte) i poświęcającej czas codziennej, monotonnej krzątaninie. Dielman, będąc przykładną gospodynią, zarazem podczas nieobecności syna codziennie świadczy usługi seksualne. Wraz z upływem czasu kobieta jednak zdaje sobie sprawę, iż jej życie staje się nieznośne, i po przyjęciu kolejnego klienta morduje go z wyrachowaniem.
Akerman, realizując swoje opus magnum, wzorowała się pod względem stylu filmowego zarówno na ascetycznej twórczości Roberta Bressona, jak i na zdystansowanych względem postaci dziełach Michelangela Antonioniego. Film pozbawiony jest zbliżeń i detali, kamera – ustawiona na wprost postaci, a czas akcji – wydłużony tak, aby ukazać najbardziej drobiazgowe czynności wykonywane przez Dielman. Toteż Jeanne Dielman, jak zauważa Rafał Syska, wymusza na widzu uważne śledzenie wydarzeń, jednocześnie pozwalając bliżej się zidentyfikować z postacią gospodyni.
Jeanne Dielman z miejsca została ogłoszona arcydziełem kinematografii. Marsha Kinder nazwała dzieło Akerman „jednym z najlepszych filmów wykonanych przez kobietę”, który proponuje „radykalnie feministyczne spojrzenie wzbogacające nasz sposób widzenia świata”. R. Patrick Kinsman umieścił Jeanne Dielman wśród sztandarowych dzieł „kontr-kina”. Film Akerman, jakkolwiek zachował naturalizm w przedstawieniu działań głównej bohaterki, miał bowiem wymowę polityczną, gdyż ukazywał narastającą frustrację bohaterki sprowadzonej do dwóch ról – gospodyni oraz prostytutki.